# Сараев, Валерий Николаевич
Валерий Николаевич Сараев (род. 17 апреля 1962; Озёрное, Аткарский район, Саратовская область, РСФСР, СССР) — российский политический деятель, глава муниципального образования «Город Саратов» (2016—2017).

## Происхождение
Родился 17 апреля 1962 года в селе Озёрное, Аткарского района Саратовской области.

## Образование
- В 1982 году окончил Черкасское пожарно-техническое училище МВД СССР.
- В 1997 году получил диплом Саратовской высшей школы МВД России по специальности «Юриспруденция». Присуждена квалификация «Юрист».
- С 2005 по 2006 год проходил профессиональную переподготовку в Поволжской академии государственной службы по программе «Государственное и муниципальное управление».
- В 2009 году закончил ФГОУ ВПО «Поволжская академия государственной службы им. П. А. Столыпина». Присуждена квалификация "Менеджер по специальности «Государственное и муниципальное управление».

## Карьера
- С 1979 по 2008 — служба в Государственной противопожарной службе ГУ МЧС России по Саратовской области.
- С августа 2008 — глава администрации Волжского района МО «Город Саратов».
- С 2010 — глава администрации Ленинского района МО «Город Саратов»[1].
- С 10 октября 2014 — исполняющий обязанности заместителя председателя правительства Саратовской области.
- С 22 октября 2014 — заместитель председателя правительства Саратовской области[2][3].
- С 1 декабря 2015 — исполняющий обязанности главы администрации муниципального образования «Город Саратов».
- С 11 января 2016 — глава администрации муниципального образования «Город Саратов»[4][5].
- С 2 ноября 2016 — глава муниципального образования «Город Саратов».
- 11 сентября 2017 подал в отставку по собственному желанию в связи с претензиями к проведению выборов 10 сентября 2017 года[6].
- С 13 декабря 2017 года по 10 октября 2023 года — директор ФБУ «Саратовский центр стандартизации, метрологии и испытаний им. Б. А. Дубовикова»[7].
- С октября 2023 года — заместитель директора АО «Научно-производственное предприятие „Алмаз“».

### Глава администрации муниципального образования «Город Саратов»
24 декабря 2015 года прошел конкурс на замещение должности главы администрации муниципального образования «Город Саратов». Заявления на участие в конкурсе подали два претендента: исполняющий обязанности главы администрации муниципального образования «Город Саратов» Валерий Сараев и исполняющий обязанности главы администрации Кировского района города Сергей Бровкин.
По итогам проведенного конкурса единогласным решением конкурсной комиссии оба кандидата были отобраны для представления в Саратовскую городскую Думу.
По результатам тайного голосования, в котором приняли участие 37 депутатов, главой администрации муниципального образования «Город Саратов» назначен Валерий Николаевич Сараев. За него было отдано 37 голосов.

### Глава муниципального образования «Город Саратов»
Предыдущий глава города Олег Васильевич Грищенко сложил полномочия (отставка по собственному желанию) и 23 августа 2016 года его обязанности были временно возложены на заместителя главы Виктора Владимировича Малетина.
1 ноября 2016 года состоялся конкурс по отбору кандидатур на должность главы муниципального образования «Город Саратов». По его итогам единогласным решением конкурсной комиссии для представления в Саратовскую городскую Думу в качестве претендентов на соответствующую должность одобрены две кандидатуры: глава администрации Саратова Валерий Сараев и директор МУПП «Саратовгорэлектротранс» Константин Касьянов. 2 ноября 2016 по результатам проведенного тайного голосования, в котором приняли участие 34 депутата, главой муниципального образования «Город Саратов» избран Валерий Николаевич Сараев.

## Личная жизнь
Женат (жена Елена — судья), двое детей.